# Дондорф
Дондорф (њем. Donndorf) општина је у њемачкој савезној држави Тирингија. Једно је од 50 општинских средишта округа Кифхојзер. Према процјени из 2010. у општини је живјело 854 становника. Посједује регионалну шифру (AGS) 16065013.

## Географски и демографски подаци
Дондорф се налази у савезној држави Тирингија у округу Кифхојзер. Општина се налази на надморској висини од 120 метара. Површина општине износи 11,5 km². У самом мјесту је, према процјени из 2010. године, живјело 854 становника. Просјечна густина становништва износи 74 становника/km².

## Међународна сарадња
| Мјесто | Држава    | Врста сарадње | Од    |
| ------ | --------- | ------------- | ----- |
|        | Француска | контакт       | 2000. |
| Извор  |           |               |       |